# Günter Ganßauge

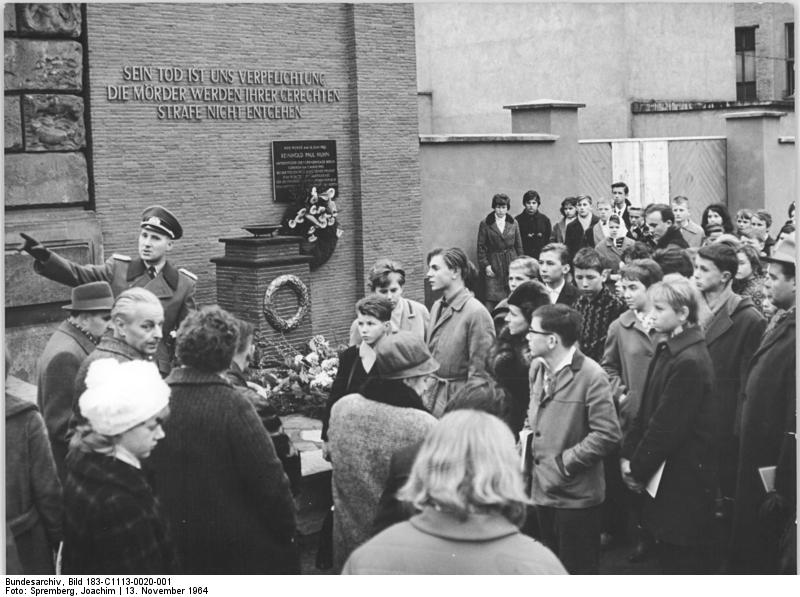
Major Günter Ganßauge spricht an der Gedenkstätte für Reinhold Huhn (1964)

Günter Ganßauge (* 1929; † 2024) war ein deutscher Oberstleutnant der Nationalen Volksarmee und von 1961 bis 1984 der Chef des Grenzsicherungskommandos in Ost-Berlin.

## Leben
Günter Ganßauge wuchs als Sohn einer alleinerziehenden Mutter gemeinsam mit zwei Geschwistern in einem Dorf in der Nähe von Dresden auf. Er war Mitglied der Hitlerjugend. Nach dem Ende des Zweiten Weltkrieges absolvierte er ab Sommer 1945 in Dresden eine Ausbildung zum Installateur und Klempner.
Ab 1947 war er Mitglied der Freien Deutschen Jugend (FDJ). Ab 1948 war er im FDJ-Kreisvorstand Dresden als Abteilungsleiter des Kreissportbundes und des Kreissportausschusses tätig. Ab 1949 war er Mitglied der Sozialistischen Einheitspartei Deutschlands (SED).
Ab 1950 besuchte er die Polizeischule in Ost-Berlin und war vom 1. Dezember 1952 bis zum Bau der Berliner Mauer zunächst als Hauptwachtmeister und später als Kaderinstrukteur der Polizeiinspektion im Berliner Stadtteil Lichtenberg tätig. Beim Mauerbau am 13. August 1961 war Ganßauge als Hauptmann der Volkspolizei einer der Kommandeure zur Grenzsicherung. Danach war er bis zum Jahr 1984 Vorgesetzter des Grenzsicherungskommandos in Ost-Berlin. Er war damit für die Sicherung aller Grenzübergangsstellen der damals geteilten Stadt zuständig und somit gleichzeitig auch der Leiter des Informationszentrums am Brandenburger Tor. Bei seiner Entlassung vor der Deutschen Wiedervereinigung war er Oberstleutnant bei der Nationalen Volksarmee.
Ab den 1990er-Jahren trat Ganßauge in Sendungen und Dokumentarfilmen als Zeitzeuge zur deutschen Teilung auf. Er war zu diesem Thema auch Redner an Schulen, Universitäten und bei Kongressen. Ganßauge starb im Jahr 2024.